# Shamala mikra
Shamala mikra är en insektsart som beskrevs av Irena Dworakowska 1980. Shamala mikra ingår i släktet Shamala och familjen dvärgstritar. Inga underarter finns listade i Catalogue of Life.